# Litoria genimaculata
La rana arborícola de ojos verdes, Litoria genimaculata (también conocida como  rana arborícola de Nueva Guinea o  rana Jenny Mac), es una especie de anfibio anuro del género Litoria de la familia Pelodryadidae.

## Distribución geográfica
Originaria de Australia, Nueva Guinea Occidental (Indonesia) y Papua New Guinea.

## Hábitat y estado de conservación
Su hábitat natural son los bosques húmedos de las tierras bajas tropicales y subtropicales, los montanos húmedos tropicales y subtropicales, los ríos y arroyos intermitentes, las marismas de agua circulante, los jardines rurales y los bosques severamente degradados.
Se encuentra amenazada por la pérdida de sus hábitats y por la Quitridiomicosis.

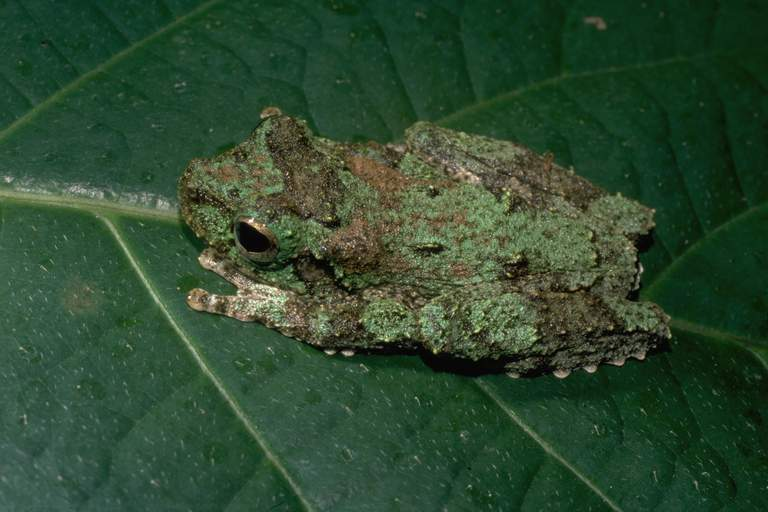
Rana arborícola de ojos verdes.